# Junex

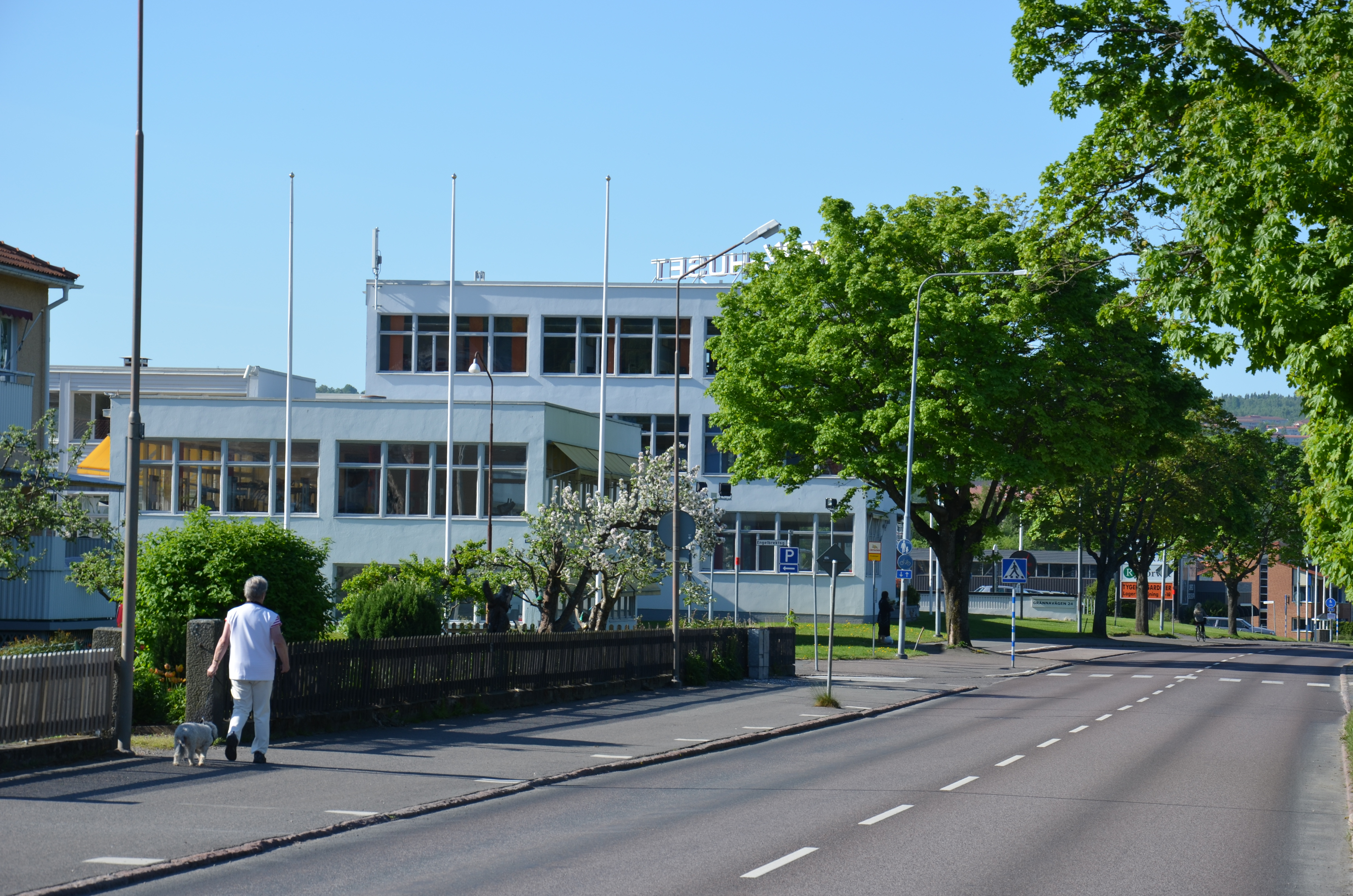
Junex-huset vid Grännavägen i Huskvarna

Junex var ett svenskt konfektionsföretag i Huskvarna.
Junex grundades  i Jönköping 1927 av makarna John och Tora Hjelme-Lundberg och leddes av John Hjelme-Lundberg.
Junex tillverkning låg först i den tidigare tändsticksfabriken June spånaskfabriks lokaler vid Åsenvägen. Företaget hade 1934 omkring 450 anställda. Det flyttade 1936 till en nybyggd fabrik i funkisstil i grannstaden Huskvarna, som byggdes efter ritningar av Erik Friberger vid genomfartsvägen för Riksväg 1, Grännavägen. Byggnaden har kallats Det vita slottet vid Vättern, vilket också var namnet på en utställning oktober 2011 – mars 2012 om Junex i Jönköpings läns museum. 
I samband med tekokrisen kom företaget på obestånd. År 1960 överfördes hela ägandet till en bank. Ägarfamiljen fick tillbaka aktierna 1963, men i juli 1970 övergick företaget en andra gång ur familjen Hjelme-Lundbergs ägande. John Hjelme-Lundberg dog också samma år. Företaget lades ned 1985.